# برايس ديجين جونز
برايس ديجين جونز (بالإنجليزية: Bryce Dejean-Jones)‏ مواليد 21 أغسطس 1992 في لوس أنجلوس - الوفاة 28 مايو 2016، كان لاعب كرة سلة أمريكي. بدأ مسيرته الاحترافية في سنة 2015. بلغ طوله 6 قدم 6 بوصة (2.0 م). اعتزل اللعب في 2016. لعب مع نيو أورلينز بيليكانز في الدوري الأمريكي لكرة السلة للمحترفين.

## إحصائيات المسيرة

### الموسم الاعتيادي
| السنة   | الفريق               | لعب | بدأ | دقيقة | ميداني% | ثلاثية | حرة  | ارتداد | صنع | استلاب | تصدي | نقطة |
| ------- | -------------------- | --- | --- | ----- | ------- | ------ | ---- | ------ | --- | ------ | ---- | ---- |
| 2015–16 | نيو أورلينز بيليكانز | 14  | 11  | 19.9  | .406    | .375   | .524 | 3.4    | 1.1 | .7     | .1   | 5.6  |
| المسيرة | المسيرة              | 14  | 11  | 19.9  | .406    | .375   | .524 | 3.4    | 1.1 | .7     | .1   | 5.6  |

## روابط خارجية
- برايس ديجين جونز على موقع إن بي أي (الإنجليزية)
- برايس ديجين جونز على موقع سبورتس رفرنس (الإنجليزية)
- برايس ديجين جونز على موقع كرة السلة الأوروبية.كوم (الإنجليزية)
- برايس ديجين جونز على موقع DraftExpress.com (الإنجليزية)
- برايس ديجين جونز على موقع إي إس بي إن.كوم (الإنجليزية)
- برايس ديجين جونز على موقع كلية كرة السلة في سبورتس رفرنس.كوم (الإنجليزية)
- برايس ديجين جونز على موقع ريلجم (الإنجليزية)
- برايس ديجين جونز على موقع بروبوليرز (الإنجليزية)
- برايس ديجين جونز على موقع سبورتس رفرنس (الإنجليزية)